# Lijst van burgemeesters van Assendelft
Dit is een lijst van burgemeesters van de Nederlandse gemeente Assendelft tot die op 1 januari 1974 opging in de gemeente Zaanstad.
| Ambtsperiode | Naam burgemeester           | Partij of stroming            | Bijzonderheden            |
| ------------ | --------------------------- | ----------------------------- | ------------------------- |
| 1811 - 1844  | Willem Smit                 |                               | maire/schout/burgemeester |
| 1844 - 1858  | Pieter Smit                 |                               | zoon van voorganger       |
| 1858 - 1879  | F.M.J. le Jay               |                               |                           |
| 1879 - 1918  | Klaas de Boer Czn.          | Radicale Bond / Liberale Unie |                           |
| 1918 - 1936  | Jan Johannes (J.J.) de Boer |                               | zoon van voorganger       |
| 1936 - 1971  | Jan (J.) de Boer            |                               | zoon van voorganger       |
| 1971 - 1974  | Wim (W.F.) Happé            | PvdA                          | deels waarnemend          |